# Ratinger Waldsee
Das Naturschutzgebiet Ratinger Waldsee mit der Kennung ME-024 liegt auf dem Gebiet der Stadt Ratingen im Kreis Mettmann in Nordrhein-Westfalen.
Das Gebiet liegt nördlich der Kernstadt von Ratingen und südlich des Autobahnkreuzes Breitscheid in dem Dreieck, das von A 52, A3 und der L 139 gebildet wird. Nordöstlich grenzt das 13 ha Naturschutzgebiet Hummelsbach mit der Kennung ME-007 an.

## Beschreibung
Der Ratinger Waldsee befindet sich im Bereich der Siedlung Krummen Weg südlich des Breitscheider Kreuzes. Es handelt sich um ein großflächiges Abgrabungsgewässer an dessen Nordrand der naturnahe Hummelsbach entlang fließt. Nördlich des Hummelbaches befindet sich am Nordostrand des Gebietes ein artenreicher, quelliger Erlenbruchwald am Fuß einer steilen Böschung. Die Erlenwälder am West- und Ostrand des Sees sind arten- und strukturarm ausgebildet und werden von Brombeere dominiert.
Der See wird nur stellenweise von schmalen, unterbrochenen Röhrichtzonen gesäumt, die lokal von Wasserschwaden dominiert werden. In den Uferbereichen stocken überwiegend Erlen, Birken und höher gelegen auch Kiefern. Regional bedeutsam aufgrund des naturnahen Bach-Erlenbruchwaldbereiches und eines großen Abgrabungsgewässers, welches insbesondere als Rast- und Nahrungshabitat für Wasservögel von Bedeutung ist. Gewässertrittsteinbiotop am Ostrand der Rheinaue und Biotopverbundelement zwischen Bergischem Land und Rheinaue. Erhaltung und Entwicklung der Erlenbruchwaldes durch Überlassen der Sukzession. Erhaltung des naturnahen Hummelsbaches. Schutz und Erhaltung eines Abgrabungsgewässers u. a. als Habitat von Wasservögeln durch Vermeidung intensiver Erholungsnutzung.
An bemerkenswerten Pflanzenarten sind zu nennen:
Die Unterwasserpflanze Rauhes Hornblatt (Ceratophyllum demersum), Sumpf-Schwertlilie (Iris pseudacorus), Schmalblättriger Merk (Berula erecta) und die Rispen-Segge (Carex paniculata), die regional in der Roten Liste in der Stufe 3 (gefährdet) eingeordnet wird.
Bemerkenswert ist auch die Bestandsentwicklung des Haubentauchers, der eine Leitart der Lebensgemeinschaft See darstellt und inzwischen eine stabile Brutpopulation bildet.

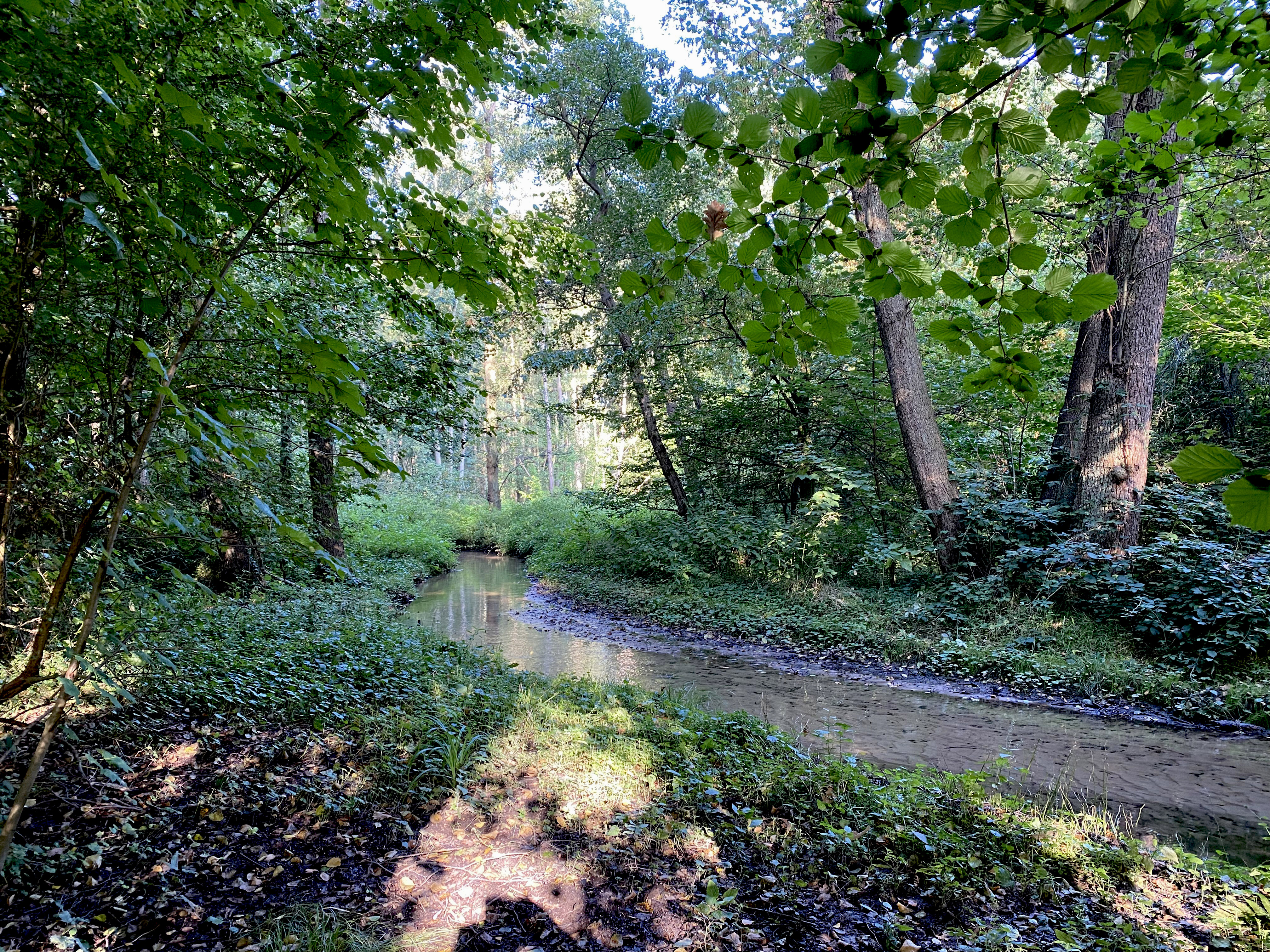
Hummelsbach fließt parallel zum Nordufer des Sees durch Erlenauwald
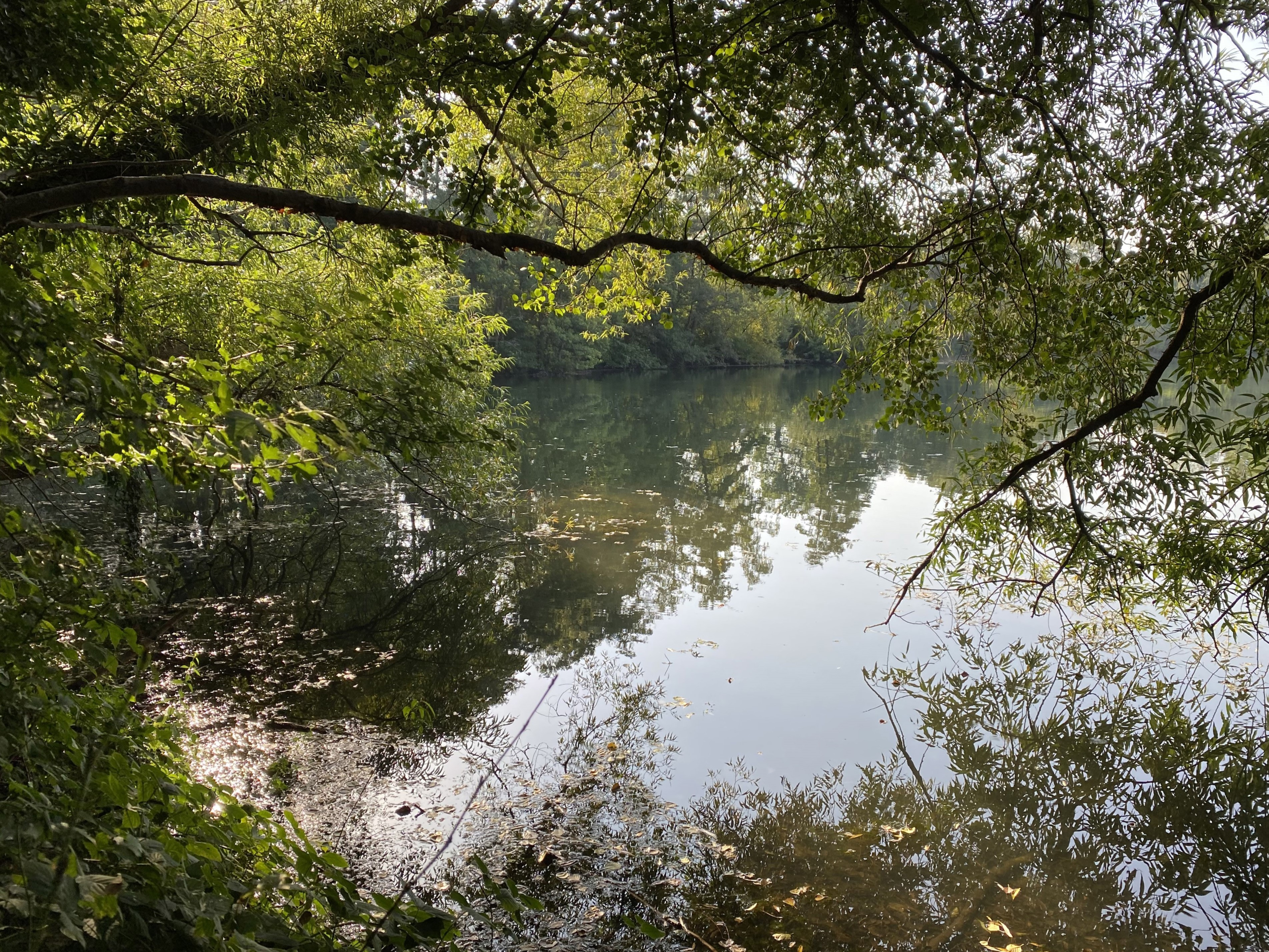
Ostufer
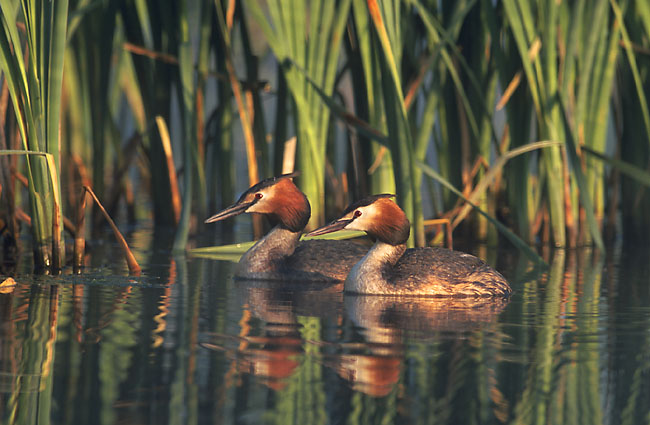
Haubentaucher brüten im NSG
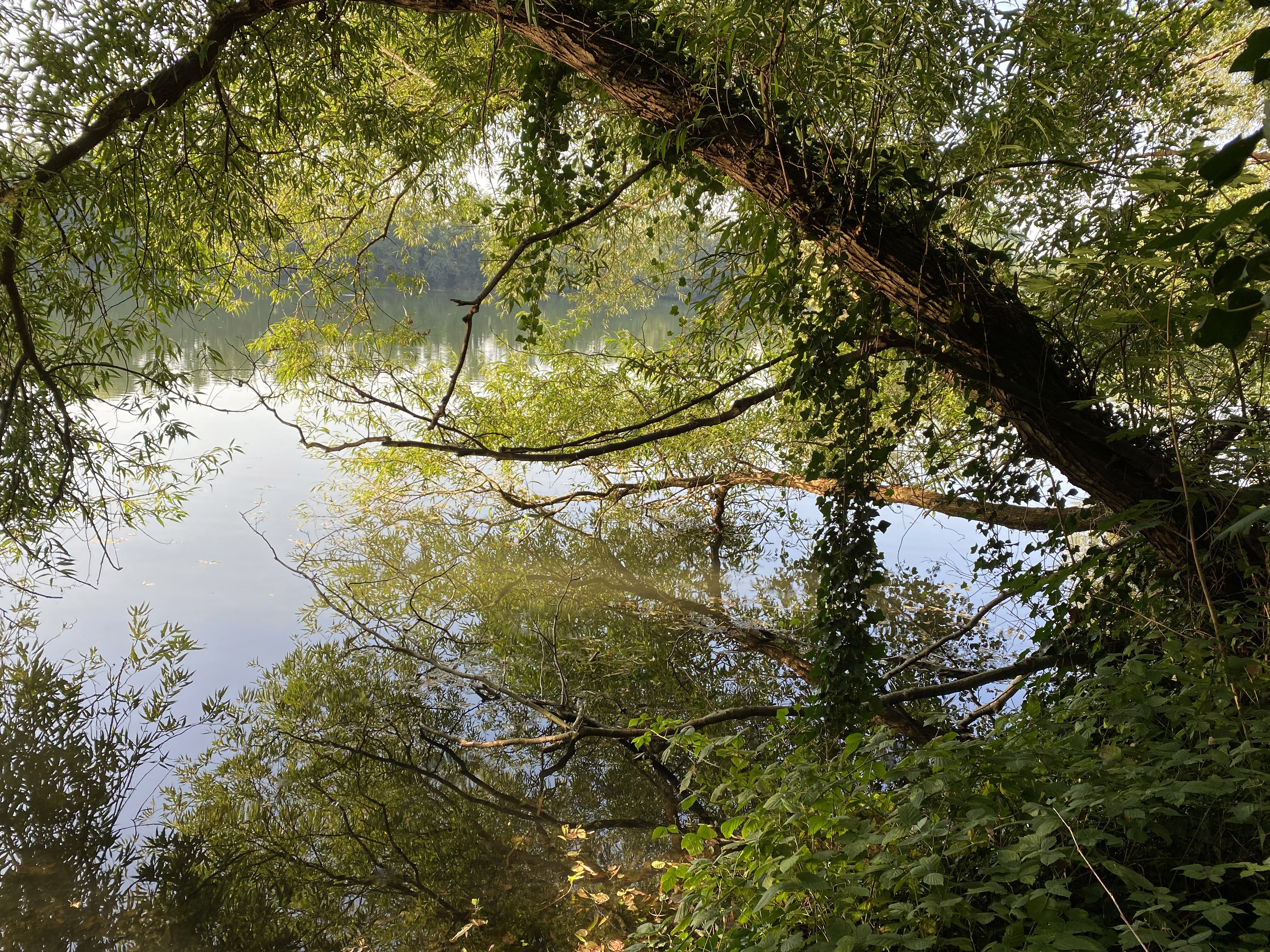
Weiden säumen das Nordufer
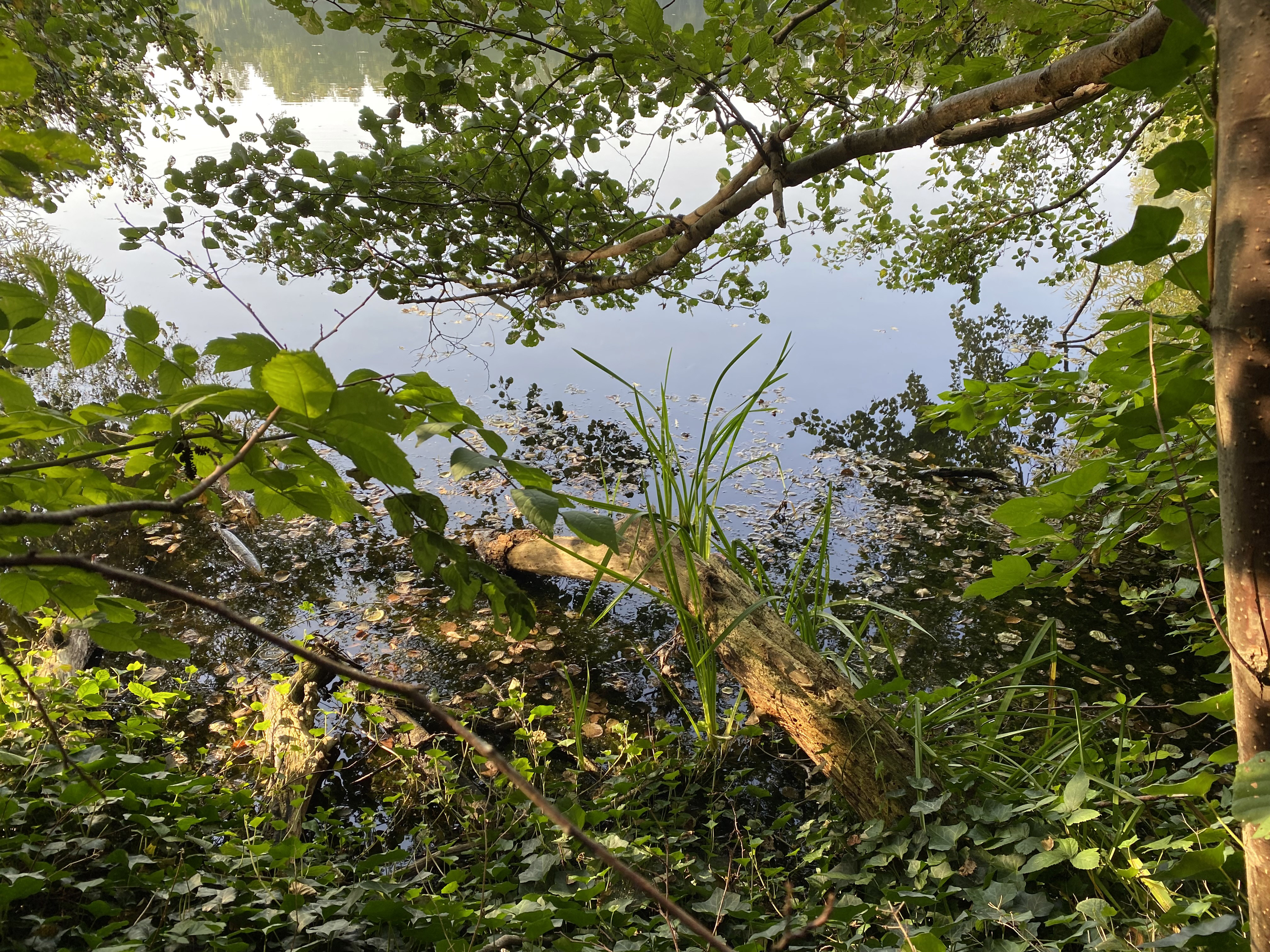
Nordufer-Partie
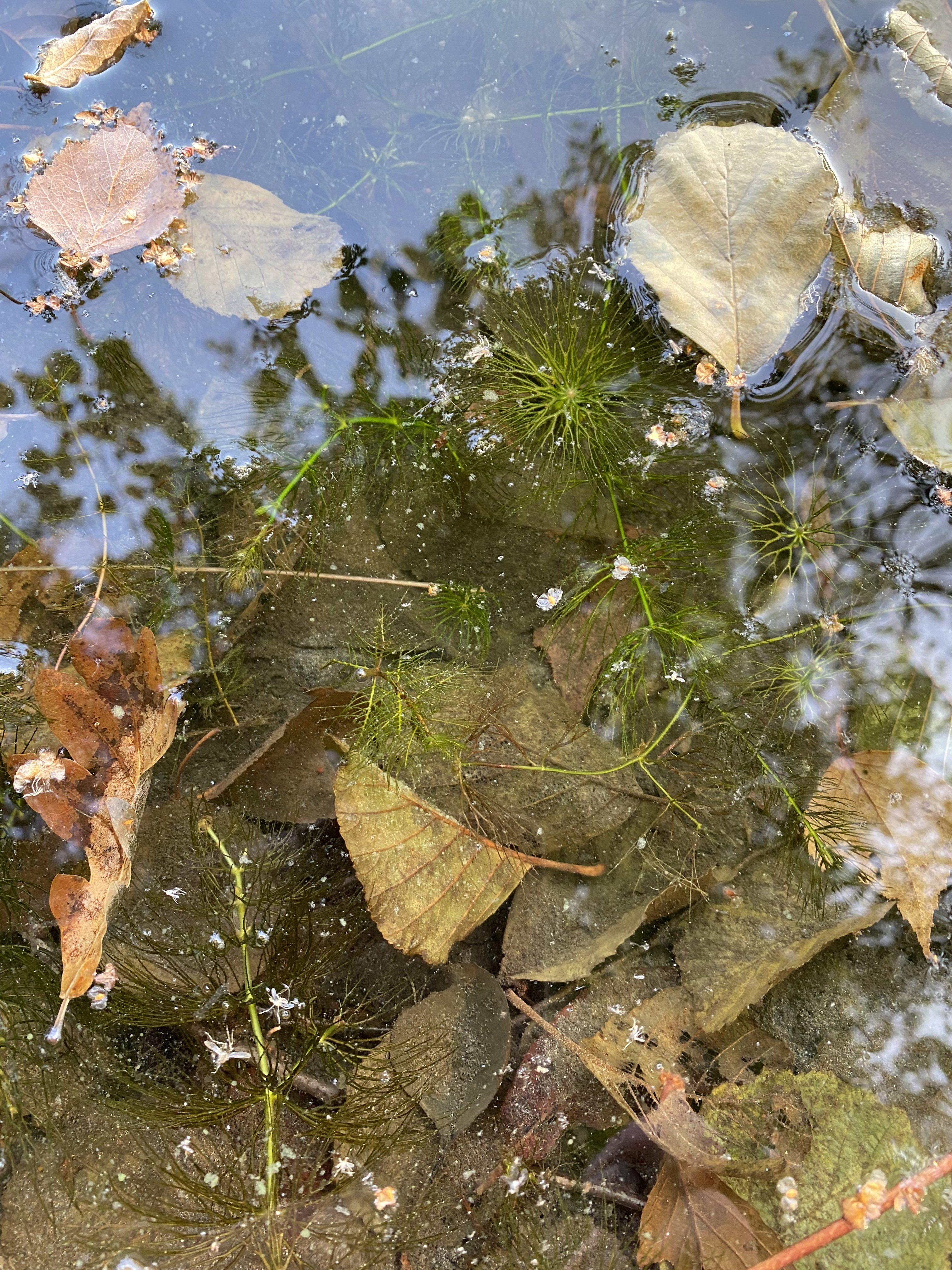
Wasserhahnenfuß im seichten Uferwasser
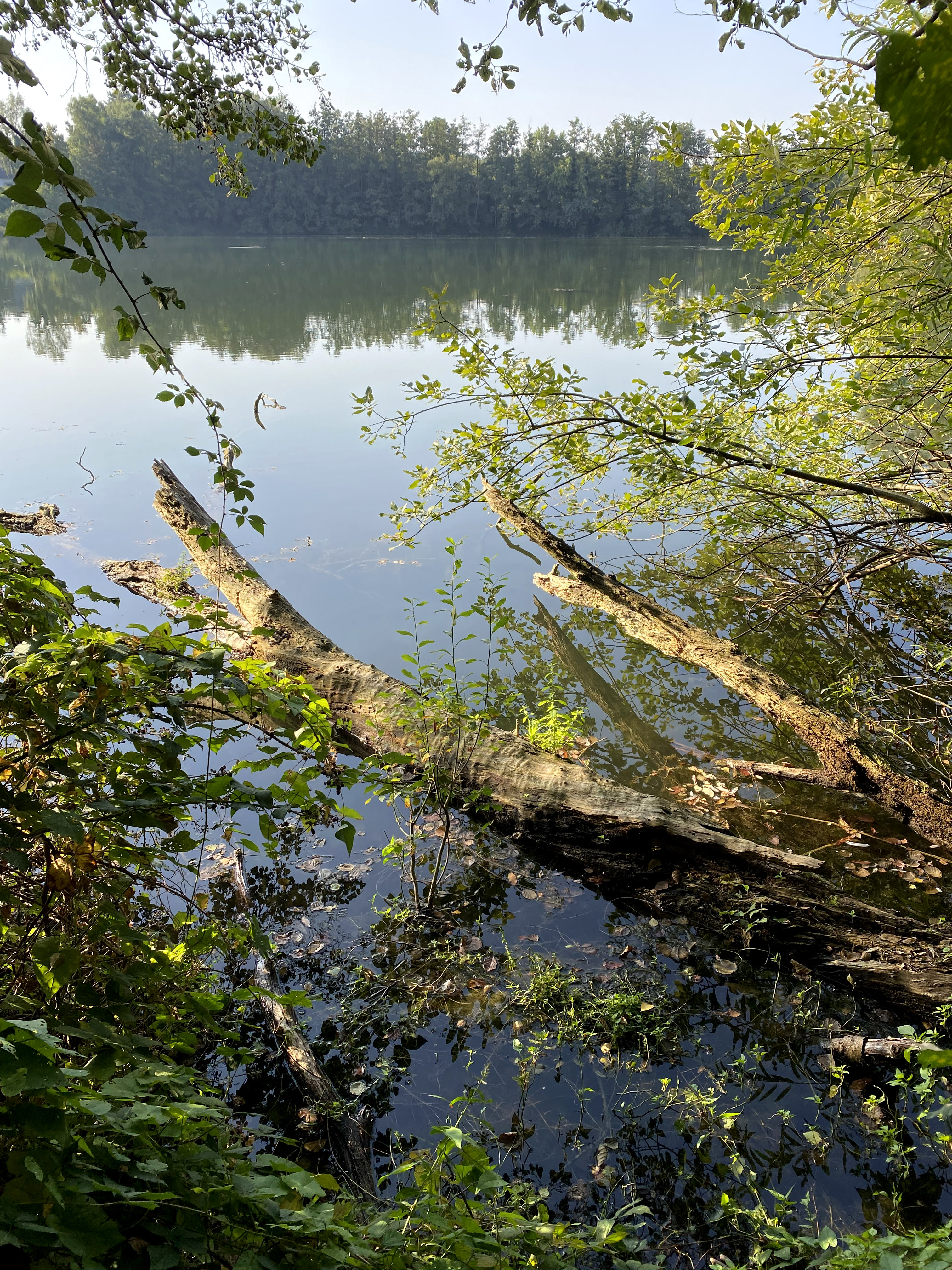
Totholz am Nordufer
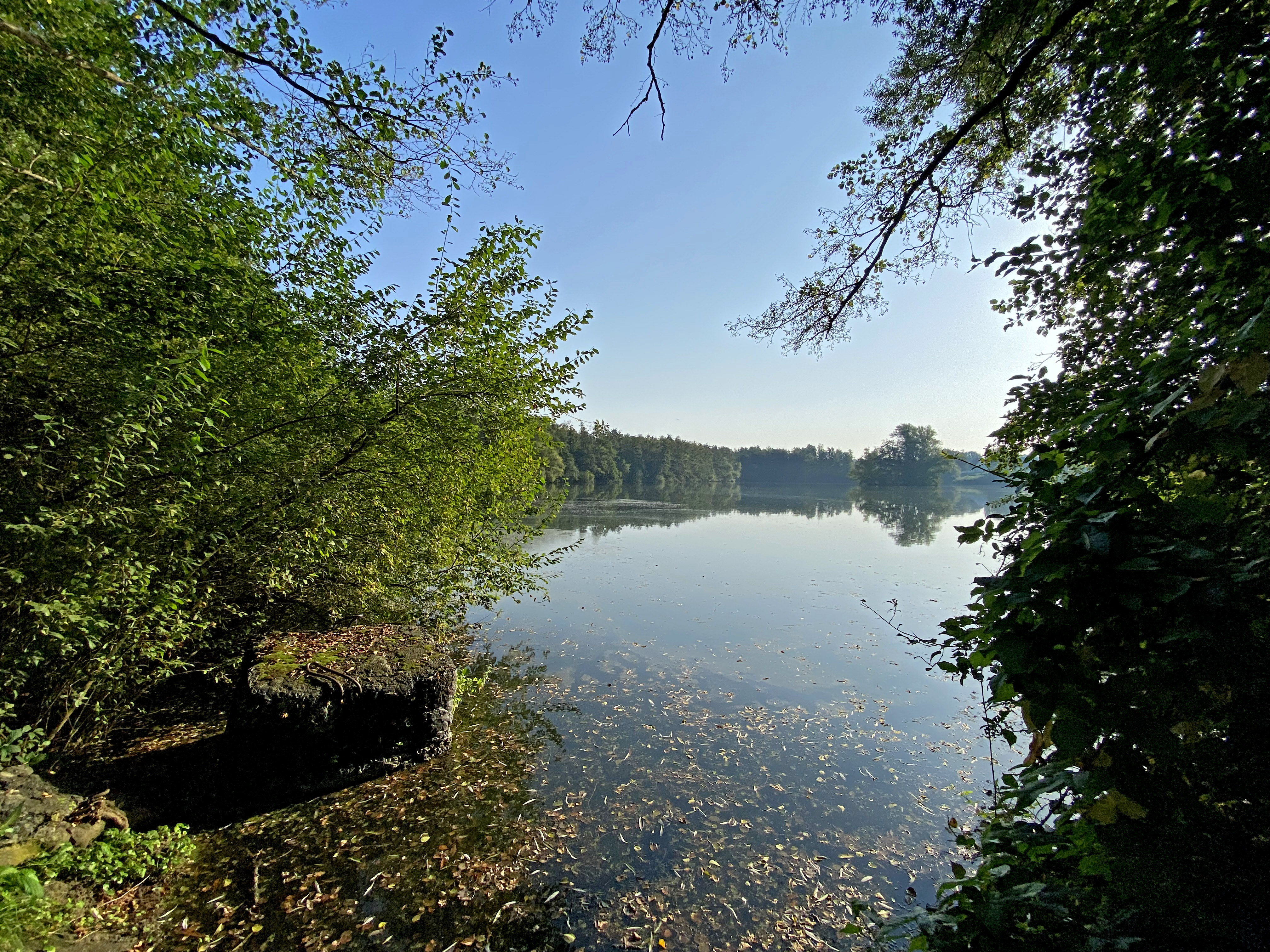
Ufergebüsch – Sichtschutz für die Vogelfauna
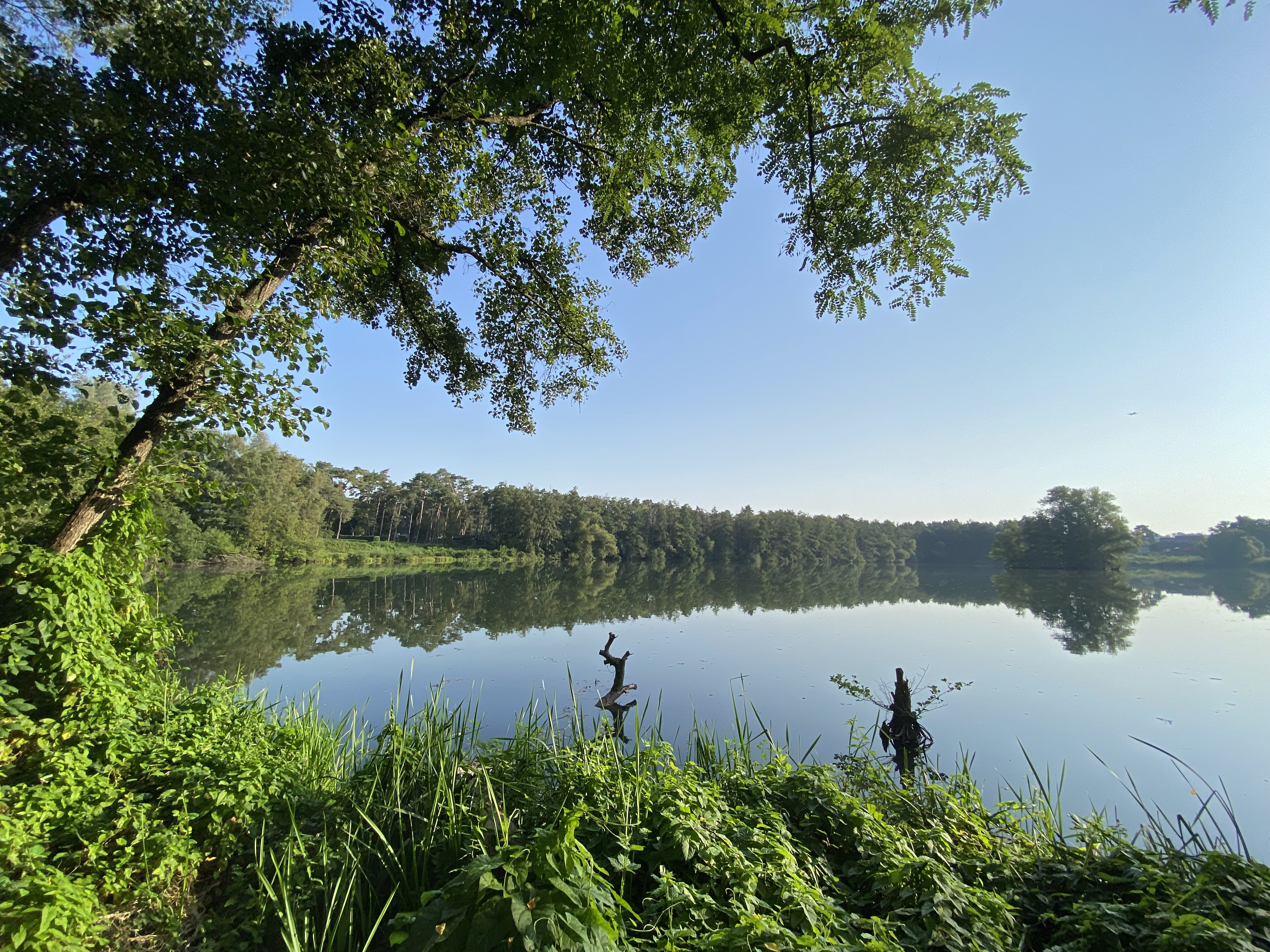
Blick von Westen über den See
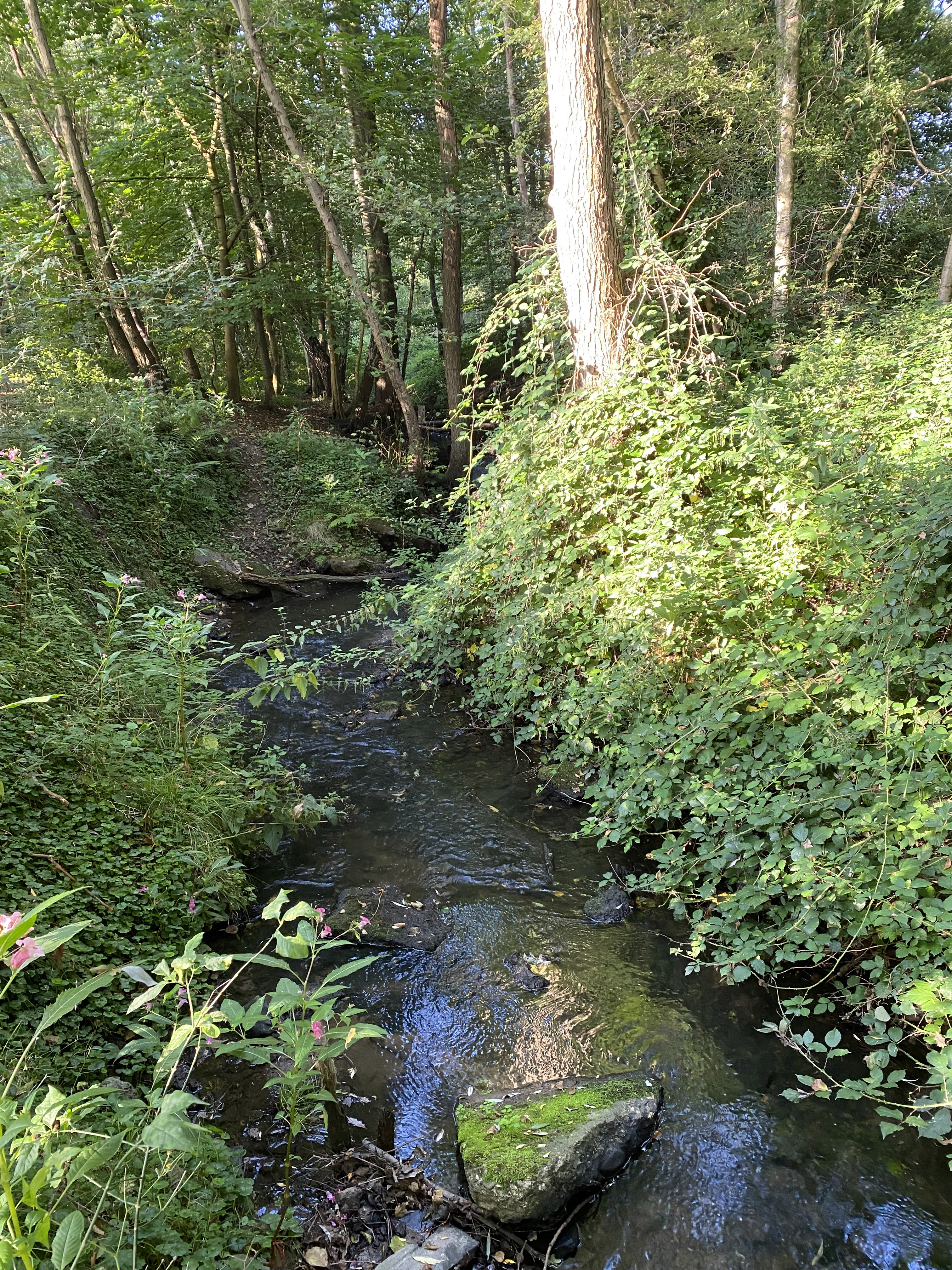
Hummelsbach am westl. Ende des NSG